# Salweenia wardii
Genre
Salweenia wardii est une espèce de plantes à fleurs dicotylédones de la famille des Fabaceae, sous-famille des Faboideae, originaire de Chine. C'est l'unique espèce acceptée du genre Salweenia (genre monotypique).
Ce sont des arbrisseaux à feuilles persistantes pouvant atteindre 1,5 à 2 mètres de haut.